# 申克诉合众国案
申克诉合众国案（英語：Schenck v. United States；249 U.S. 47 (1919)）是美国联邦最高法院判决的一宗支持1917年间谍法的案例，最高法院在此案中指出被告无权援引美国宪法第一修正案包含的言论自由权利去批评美国政府在一战时期的征兵行为。最後本案建立了明显和当前的危险标准，直到1927年其影响力才逐渐减弱，而对言论自由的限制最终在最高法院1969年作出的紧迫的不法行为标准中被放宽。

## 背景
查尔斯·申克是时任美国社会党总书记，在一战期间负责向潜在的应征入伍者印刷、散发、邮寄传单，其中包括15000份反对征兵法的传单。这些传单中写有“不要向恐吓屈服”，“坚持你的权利”，“如果你们不坚持和维护你们的权利，你们就是帮助否定或损害合众国全体公民和居民负有神圣义务加以保护的权利”等言论，申克等人的这些传单上还指出是征兵可以看作是强制劳役，是为宪法第十三修正案所禁止的。
申克因此被指控并被判违反1917年惩治间谍法，申克遂上诉至联邦最高法院，认为地方法院的判决侵犯了美国宪法第一修正案所保护的公民言论自由的权利。

## 法院判决
在由霍姆斯法官执笔的法院意见中，认为下级法院的有罪判决是符合宪法的。第一修正案不保护鼓动推翻政府的言论，“当一个国家处于战争状态的时候，很多可能会在和平时期说出来的话会对国家的战争努力造成巨大妨害，以至于不能被容忍说出来，只要还有战士在战斗，就不会有一个法院会认为它们可以得到任何宪法保护。”这也表明，法院认为，这些在战时受限制的言论，将会在和平时期被允许。
霍姆斯在这份法院意见中，提出了他著名的明显和当前的危险标准。
言论自由最严格的保护也不会保护一个人在戏院中虚假地大喊失火而引起恐慌[...]在每一个案件中，问题在于言论是否被用于这样一种环境，属于这样一种性质，以至于造成了国会有权制止的巨大祸害的明显和当前的危险。
这份法院意见中“戏院火警”的比喻也出现在了之后的许多判决上。
申克最终被判监禁六个月。

## 后续的法律理论
“明显和当前的危险”标准最后被更加严厉的“坏倾向”标准在惠特尼诉加利福尼亚州案中取代，霍姆斯法官和路易斯·布兰戴斯法官没有明确赞同新标准，但支持了对惠特尼的有罪判决。有人争论说“明显和当前的危险”标准实际上只是一个重新措辞的“坏倾向”标准。
随着红色恐慌时期对言论的镇压，以及公众对战争的醒悟，霍姆斯又试图用“明显和当前的危险”标准来保护言论自由，他尝试明确并且缩小可以限制言论自由的情况。本着这种立场，在弗洛沃克诉合众国以及德布斯诉合众国两个类似案件中，霍姆斯没有援引“明显和当前的危险”标准。

## 延伸閱讀
- Kessler, Mark. . Law & Society Review (Law & Society Review, Vol. 27, No. 3). 1993, 27 (3): 559–598. JSTOR 3054105. doi:10.2307/3054105.
- Smith, Stephen A. . Parker, Richard A. (ed.)  (编). . Tuscaloosa, AL: University of Alabama Press. 2003: 20–35. ISBN 0-8173-1301-X.
- Sheldon Novick, "Preface: Honorable Justice at Twenty-five," in Honorable Justice: the Life of Oliver Wendell Holmes (1989, 2013). （页面存档备份，存于）

## 外部連結
- 维基文库中的相關文獻：Schenck v. United States
- Schenck v. United States, 249 U.S. 47 (1919)的文本可参见：Justia · Findlaw · Cornell · OpenJurist · Google Scholar
- The Holmes Blog （页面存档备份，存于）
- First Amendment Library entry for Schenck v. United States
- New York Times article on decision (March 4, 1919) （页面存档备份，存于）
- "Supreme Court Landmark Case Schenck v. United States" （页面存档备份，存于） from C-SPAN's Landmark Cases: Historic Supreme Court Decisions